# Saranthe madagascariensis
Saranthe madagascariensis är en strimbladsväxtart som först beskrevs av George Bentham, och fick sitt nu gällande namn av Karl Moritz Schumann. Saranthe madagascariensis ingår i släktet Saranthe och familjen strimbladsväxter. Inga underarter finns listade.